# Большеокинское муниципальное образование
Большеокинское сельское поселение — муниципальное образование со статусом сельского поселения в
Братском районе Иркутской области России. Административный центр — село Большеокинское.

## Населённые пункты
В состав сельского поселения входят два населенных пункта: село Большеокинское и посёлок Новодолоново.

## Демография
По результатам Всероссийской переписи населения 2010 года
численность населения муниципального образования составила 1609 человек, в том числе 751 мужчина и 858 женщин.
| 2010  | 2011  | 2012  | 2013  | 2014  | 2015  | 2016  |
| ----- | ----- | ----- | ----- | ----- | ----- | ----- |
| 1609  | ↘1600 | ↘1599 | ↘1580 | ↗1587 | ↘1551 | ↘1506 |
| 2017  |       |       |       |       |       |       |
| ↘1490 |       |       |       |       |       |       |